# Чаровен кварк
Чаровният кварк е кварк от второ поколение със заряд от +(2/3)e. Той е с еквивалентна маса 1,3 GeV (малко повече от масата на 1 протон) и е третият по маса сред всички кварки. Съществуването му е предвидено през 1970 г. от Шелдън Глашоу, Джон Илиопулус и Лучиано Маяни, и е наблюдавано за първи път през 1974 г. независимо от Самюел Тинг и Бъртън Рихтер. Откритието на частицата е направено едновременно в Националната ускорителна лаборатория от група, водена от Бъртън Рихтер, както и в Брукхейвънската национална лаборатория от група, водена от Самюел Тинг.